# کتاب الکترونیک

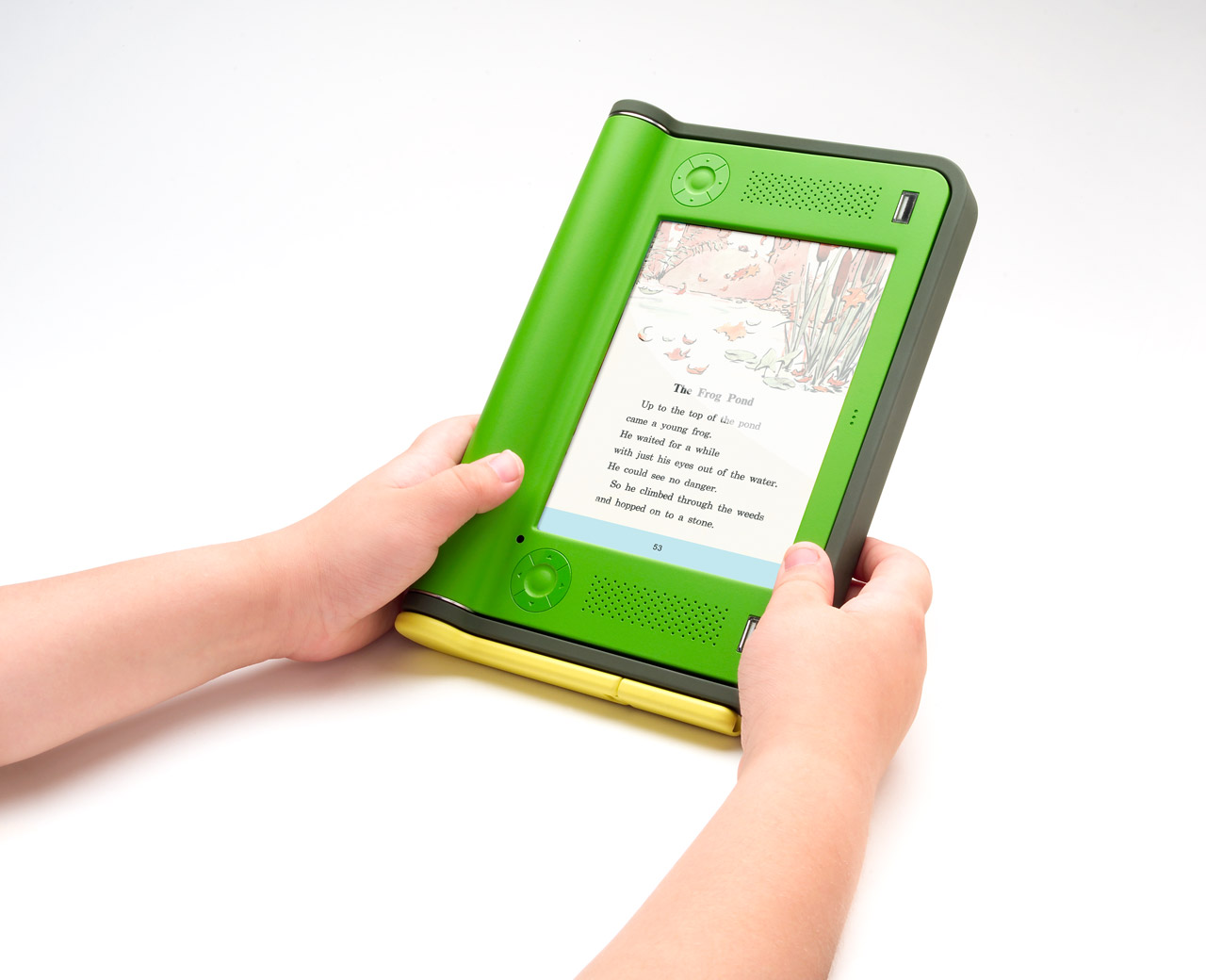
یک کتاب‌خوان الکترونیکی

رایاک (کوتاه‌شدۀ: رایاکتاب) یا کتابِ الکترونیک یا ای‌بوک (به انگلیسی: E-book) کتاب‌هایی هستند که به شکل پرونده‌های دیجیتال تولید و خوانده می‌شوند. کتاب‌های الکترونیک صرفاً نسخه‌های الکترونیکی مطالب مکتوب نیستند، بلکه می‌توانند علاوه بر‍ متن و تصویر، فیلم، صوت و پویانمایی را نیز شامل شوند. ایبوک‌ها توسط نمایشگر رایانه یا سایر وسایل الکترونیکی خوانده می‌شوند. اگرچه گاهی ایبوک را به عنوان «نسخۀ الکترونیکی یک کتاب چاپی» تعریف می‌کنند اما بسیاری از ایبوک‌ها قبلاً چاپ نشده‌اند. تولید و فروش تجاری ایبوک‌ها برای کتابخوان الکترونیک است. با این وجود از ابزارهای دیگری مثل رایانۀ رومیزی، لپ‌تاپ، تبلت، تلفن هوشمند نیز برای خواندن ایبوک‌ها استفاده می‌شود.
در دهۀ ۲۰۰۰ روند به این صورت پیش رفت که فروش ایبوک از طریق اینترنت افزایش یابد و در این سال‌ها مشتری‌ها از طریق تجارت الکترونیک در وبگاه‌ها اقدام به خرید کتاب‌های چاپی و الکترونیکی می‌کردند.
دلیل اصلی اینکه مردم آنلاین اقدام به خرید ایبوک کردند احتمالاً قیمت پایین و راحتی بیشتر و انتخاب عنوان‌های زیاد بود.

## واژه‌شناسی
به ایبوک یا کتاب الکترونیکی، کتابِ دیجیتالی (رقمی) نیز گفته می‌شود. به ابزارهایی که به‌طور ویژه برای خواندن ایبوک استفاده می‌شود کتابخوان گفته می‌شود.
ایبوک برگرفته از حرف e (الکترونیک) و بوک به معنی کتاب است.

## تاریخچه
بر روی مخترع نخستین ایبوک توافق وجود ندارد ولی عده‌ای یک آموزگار اسپانیایی به نام آنجلا رویز روابلس را مخترع اولین ایبوک می‌دانند.

### ریدی‌ها
در دهه ۱۹۳۰ باب براون پس از اینکه یک فیلم صامت تماشا کرده بود ایده نشان دادن محتوای کتاب‌ها روی یک صفحه بزرگ به ذهنش رسید.

### پروژۀ گوتنبرگ
در سال ۱۹۷۱ میلادی، جنبشی تحت عنوان پروژهٔ گوتنبرگ با هدف تبدیل کتاب‌های کاغذی به کتاب‌های الکترونیکی پایه‌گذاری شد. اکنون با تلاش داوطلبان این جنبش، هزاران کتاب که پیش از این در کتابخانه‌های خصوصی قرار داشتند در بافت رقومی در دسترس همگان قرار دارند.

## فرمت‌ها
بافت‌های مختلف ایبوک مانند ای‌پاب، HTML ،Word، پی‌دی‌اف و حتی پرونده‌های اجرایی. این پدیده می‌تواند نظام آموزش و اطّلاع‌رسانی را دگرگون کند.

## ابزار خواندن
برای خواندن کتاب‌های الکترونیک وسیله‌های همراه زیادی در بازار است از جمله آمازون کیندل.
با وجود انواع و قیمت‌های مختلف این ابزار در بازار، استفاده از آن هنوز در جامعه فراگیر نشده‌است. بسیاری معتقدند خواندن کتاب کاغذی لذت بخش‌تر است. فناوری جوهر الکترونیکی (به انگلیسی: E-Ink) کمک زیادی به امکان مطالعۀ بلندمدت با کتاب‌خوان‌های دیجیتال کرد.

## کتاب الکترونیک در بازار

### اسپانیا
Carrenho تخمین می‌زند در سال ۲۰۱۵ سهم ایبوک در بازار اسپانیا ۱۵ درصد است.

### ایران
«کتابخانۀ ملی کودکان و نوجوانان ایران» یک کتابخانۀ مجازی است که با مدیریت مصطفی رحماندوست اداره می‌شود. برخی نویسندگان نام‌آشنا مانند هوشنگ مرادی کرمانی پذیرفته‌اند کتابشان را در این کتابخانۀ مجازی در اختیار مخاطبان قرار دهند. مرادی کرمانی معتقد است انتشار الکترونیکی کتاب تأثیر بسیاری بر فروش کتاب در بازار ندارد و می‌گوید: «به یقین می‌توانم بگویم با وجود دو کتابی که از من در فضای مجازی منتشر شد، فروش کتاب‌هایم در بازار افت نکرد.»
فیدیبو به عنوان اولین سامانۀ تولید و پخش کتاب الکترونیک در اسفند ۱۳۹۲ در این حوزه آغاز به فعالیت نمود. همچنین طاقچه نیز نسخهٔ الکترونیک کتاب‌ها، مجله‌ها و روزنامه‌های فارسی را بر روی تلفن‌های هوشمند در دسترس قرار داده‌است.